# سون می-نا
سون می-نا (انگلیسی: Son Mi-na؛ زادهٔ ۸ اکتبر ۱۹۶۴) بازیکن هندبال اهل کره جنوبی است.